# Dark Side of the Spoon
Dark Side of the Spoon es el séptimo álbum de estudio de la banda de metal industrial estadounidense Ministry, publicado en 1999 por Warner Bros. Records, último disco de la banda publicado por esta discográfica.
El sencillo «Bad Blood» fue nominado a los premios Grammy por mejor interpretación de metal en su edición del año 2000.

## Lista de canciones
1. «Supermanic Soul» (3:13)
2. «Whip and Chain» (4:23)
3. «Bad Blood» (4:59)
4. «Eureka Pile» (6:22)
5. «Step» (4:06)
6. «Nursing Home» (7:02)
7. «Kaif» (5:25)
8. «Vex & Siolence» (5:24)
9. «10/10» (3:53)
10. «Everybody (Summertime)» (pista oculta) (1:55)

## Créditos
- Al Jourgensen – voz, guitarra slide, banjo (6), saxofón, producción
- Paul Barker – bajo, voz (8), producción
- Rey Washam – batería
- Louis Svitek – guitarra